# Accord de Charlottetown
L'Accord de Charlottetown est un projet de réforme constitutionnelle proposé par le gouvernement de Brian Mulroney. Ce projet visait à amender la Constitution canadienne pour répondre à une série de réformes demandées par l'ensemble des provinces à la suite de l'échec de l'Accord du lac Meech en 1990.
Proposé par référendum le 26 octobre 1992, l'Accord de Charlottetown a finalement été rejeté par 54,3 % des voix au Canada, dont 56,7 % des voix au Québec.

## Contexte

### Accord du lac Meech
En 1987, Brian Mulroney et les dix premiers ministres des provinces signent un accord visant à réintégrer le Québec dans la Constitution canadienne. Cet accord, qui devait être une première étape de ces négociations, comprenait cinq conditions formulées par le gouvernement de Robert Bourassa, visant à redéfinir le partage des pouvoirs entre le gouvernement fédéral et les provinces, ainsi qu'à reconnaître le Québec comme une société distincte au sein du Canada,. Ce projet de réforme constitutionnel avait été nommé l'Accord du lac Meech.

Pour que les réformes se concrétisent, selon la loi, l'Accord devait être adopté dans un délai de trois ans par le Parlement fédéral ainsi que par le Parlement de toutes les provinces. Le premier à signer est celui du Québec, le 23 juin 1987. La date limite pour la ratification est alors fixée au 22 juin 1990.

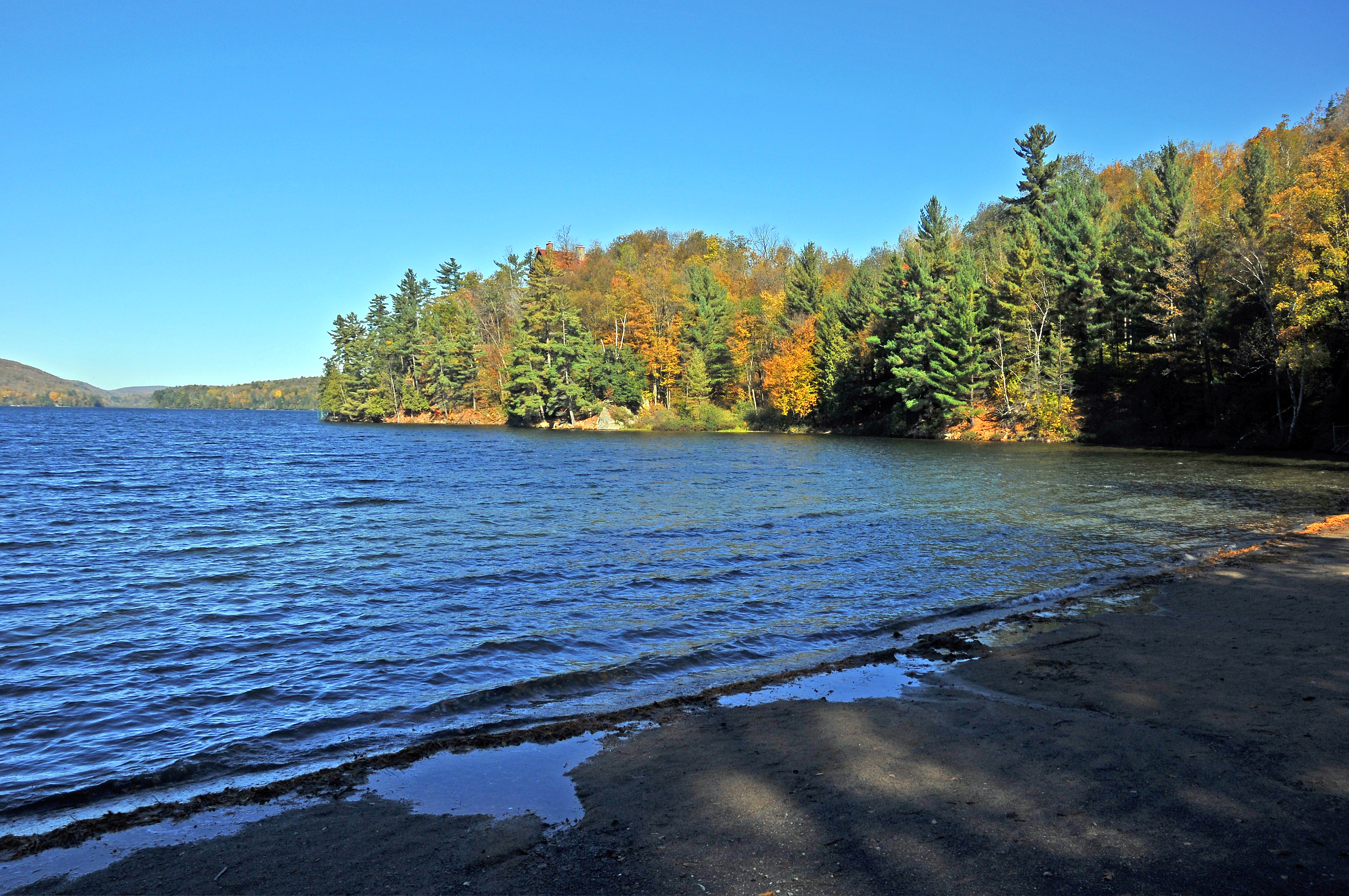
Le lac Meech, au bord duquel l'Accord a été négocié en 1987.

#### Négociations
Dans un premier temps, l'Accord reçoit l'appui de la vaste majorité des acteurs politiques de l'époque. Puis, au fil des débats, des changements de gouvernement dans les provinces finissent par remettre en question la validité de l'Accord, notamment à cause de la notion de « société distincte » du Québec. Le Nouveau-Brunswick est le premier à remettre en question son appui, à l'automne 1987.
À la fin de 1988, un événement vient bouleverser les débats. La Cour suprême rend un jugement touchant à l'application de la Charte de la langue française du Québec, déclarant que l'obligation pour les commerces d'avoir un affichage en français seulement est illégal. En réaction à ce jugement, le premier ministre Robert Bourassa invoque la disposition dérogatoire pour maintenir le français comme unique langue d'affichage à l'extérieur des commerces, mais autoriser l'affichage bilingue à l'intérieur. Cette décision provoque une crise linguistique majeure qui vient bouleverser les débats sur Meech. Le Manitoba retire aussitôt son appui. Terre-Neuve également finit par faire annuler sa signature à l'Accord.
Les débats se poursuivent en 1990. À l'approche de la date limite, le gouvernement Mulroney crée un comité chargé de trouver une solution pour sauver l'Accord. Ce comité propose alors de diluer la notion de société distincte. Cette décision provoque une crise au sein du gouvernement fédéral,,,. Bien que le Nouveau-Brunswick accepte d'appuyer l'Accord tout à la fin, faute de l'appui du Manitoba et de Terre-Neuve, l'Accord du lac Meech est rejeté le 22 juin 1990.
Toutefois, si l'Accord du lac Meech avait été scindé en deux parties dès le départ, trois des cinq conditions du Québec, qui requièrent le consentement d'un minimum de sept provinces représentant au moins 50 % de la population canadienne, auraient été adoptées dès le 29 juin 1988, soit :
- la limitation du pouvoir fédéral de dépenser;
- la garantie de pouvoirs accrus du Québec en matière d'immigration;
- la reconnaissance explicite du Québec comme société distincte au sein du Canada.

Ainsi, le 29 juin 1988, la Chambre des communes sans le Sénat, qui n'avait pas de droit de veto, et les deux tiers des provinces dont la population confondue représente au moins cinquante pour cent de la population de toutes les provinces avaient ratifié cet accord.

#### Réactions
Le rejet de l'Accord du lac Meech est un dur échec pour les fédéralistes du Québec. Le soir du 22 juin 1990, à l'Assemblée nationale, le premier ministre Robert Bourassa déclare :

« Le Canada anglais doit comprendre de façon très claire que, quoi qu'on dise et quoi qu'on fasse, le Québec est, aujourd'hui et pour toujours, une société distincte, libre et capable d'assumer son destin et son développement »

— Robert Bourassa
Récoltant les approbations de ses collègues, y compris de l'Opposition péquiste, Bourassa laisse à penser aux observateurs de l'époque qu'il proposera de faire la souveraineté du Québec.
À l'été 1990, plusieurs sondages confirment qu'une majorité de la population est désormais favorable à la souveraineté,,. Le 24 juin, une foule de deux centaines de milliers de personnes prennent part au défilé de la Fête nationale à Montréal, entre l'avenue du Parc et le boulevard Pie-IX, en portant des milliers de drapeaux fleurdelisés et de banderoles, scandant « Le Québec aux Québécois »,,.
L'appui à l'indépendance se ressent également au sein du Parti libéral. En août, l'aile jeunesse libérale se déclare souverainiste. Un comité dirigé par le député Jean Allaire est aussi créé afin de doter le parti d'un nouveau programme constitutionnel.
Au Canada anglophone, une part croissante de l'opinion publique appuie l'idée de voir le Québec quitter le Canada.

### Commissions d'enquête

#### Commission Bélanger-Campeau
En septembre 1990, le gouvernement Bourassa met sur pied une commission parlementaire sur l'avenir politique et constitutionnel du Québec. Dirigée par Michel Bélanger (président de la Banque nationale) et Jean Campeau (président de la Caisse de dépôt et placement du Québec), cette commission est chargée de tâter le pouls de la société sur la Constitution et d'indiquer au gouvernement la marche à suivre vers la nouvelle destinée du Québec.
Le 6 novembre, la commission commence à tenir des audiences publiques. Les mémoires recueillis proviennent de tous les segments de la société, dont des groupes de gens d'affaires, et sont massivement autonomistes ou souverainistes. Au même moment, du 9 au 11 novembre, le comité Allaire se réunit à huis clos pour déterminer la nouvelle option constitutionnelle du Parti libéral. Les membres de ce comité se prononcent pour la souveraineté à onze contre deux.

#### Commission Spicer
Du côté d'Ottawa, à la fin d'octobre 1990, le gouvernement Mulroney annonce la création de sa propre commission parlementaire, le Forum des Citoyens sur l'unité nationale, dirigée par Keith Spicer (président du Conseil de la radiodiffusion et des télécommunications canadiennes [CRTC]). Un comité parlementaire dirigé par le sénateur Gérald Beaudoin et le député Jim Edwards est également mis sur pied.
Ensemble, les deux groupes ont pour mission de sonder les opinions du Canada anglais sur la Constitution et de trouver une solution à l'après-Meech.

### Rapports

#### Rapport Allaire
Le 29 janvier 1991, le rapport Allaire est publié. Celui-ci réclame vingt-deux pouvoirs exclusifs pour le Québec à défaut de quoi le Parti libéral proposera la souveraineté dans un cadre confédéral à l'automne de 1992.
Le 19 février, les coprésidents de la commission Bélanger-Campeau proposent la tenue dès 1991 d'un référendum sur la souveraineté, si les offres du gouvernement fédéral ne sont pas jugées acceptables.
Les membres du Parti libéral se réunissent ensuite en congrès du 8 au 10 mars. Lors de cet événement, une majorité de libéraux (dont Robert Bourassa) adoptent les conclusions du rapport Allaire et repoussent les amendements proposés par l'aile fédéraliste dirigée par le ministre Claude Ryan. Toutefois, au début du congrès, Bourassa refuse de se dire fédéraliste ou souverainiste. Dans son discours de clôture, Bourassa prononce finalement un discours nettement fédéraliste qui refroidit ses militants souverainistes.

#### Rapport Bélanger-Campeau
Du 17 au 24 mars, à l'approche de la date limite pour remettre son rapport, la commission Bélanger-Campeau achève ses négociations afin de trouver un consensus. Le 25 mars, les membres souverainistes de la commission forcent la tenue d'un vote sur l'option préconisée : la souveraineté est alors rejetée à dix-sept voix contre quinze. Le rapport est ensuite déposé. Il recommande au gouvernement Bourassa de tenir un référendum sur la souveraineté du Québec au plus tard le 26 octobre 1992.

### Offre fédérale
Le 21 avril, le premier ministre fédéral Brian Mulroney nomme Joe Clark ministre responsable des Affaires constitutionnelles. Dans le discours du trône fédéral prononcé le 13 mai, Mulroney annonce que Clark fera des propositions de réforme à l'automne de 1991, qui seront ensuite soumises à la discussion et au vote de la Chambre des communes.
Le 20 juin, le comité Beaudoin-Edwards du gouvernement fédéral remet son rapport. Il propose un compromis : en résumé, en échange de renoncer à ses pouvoirs de créer de nouveaux programmes sociaux en parallèle des programmes fédéraux, le Québec ne pourrait plus se faire imposer de réforme constitutionnelle par le reste du Canada. Des droits de veto « régionaux » seraient également accordés au Québec, à l'Ontario, à l'Ouest et aux Maritimes sur tout changement constitutionnel.

### Loi 150
À la suite de la publication du rapport Beaudoin-Edwards, le gouvernement Bourassa présente le projet de loi 150. Celui-ci reprend les conclusions du rapport Bélanger-Campeau (mise sur pied d'une commission pour étudier des offres « liant » les gouvernements canadiens; création d'une commission d'étude sur la souveraineté; tenue d'un référendum sur la souveraineté en juin ou en octobre 1992). Ce projet de loi provoque un tollé au Canada anglais et se voit aussi dénoncé par l'opposition péquiste, accusant le gouvernement de tenir un double langage. Malgré tout, la loi 150 est adoptée le 20 juin 1991.
Les débats se poursuivent durant l'été 1991. Tandis que le gouvernement Mulroney continue à vivoter dans les sondages, le comité du ministre Joe Clark se réunit pour discuter de réformes constitutionnelles. Dans son rapport déposé le 27 juin, la commission Spicer démontre une fois de plus le rejet massif du concept de société distincte par le Canada anglais. De son côté, au mois d'août, l'aile jeunesse du Parti libéral de Robert Bourassa propose de tenir un référendum sur la souveraineté dès juin 1992. Ce droit à l'autodétermination du Québec est également reconnu lors du congrès du Parti progressiste-conservateur, se tenant lui aussi en août.
À la fin de septembre 1991, le ministre Clark présente ses offres. En retrait par rapport à Meech, il propose de donner à une majorité de provinces le pouvoir d'imposer des décisions économiques à tout le pays. Ces offres sont accueillies froidement au Québec. Le tout est étudié durant l'automne 1991 et l'hiver 1992 par une commission fédérale chargée de consulter la population sur les offres de Clark.

### 1992

#### Peuples autochtones
Durant le printemps 1992, des négociations constitutionnelles multilatérales se poursuivent entre le gouvernement fédéral, les neuf provinces anglophones, les deux territoires et quatre représentants des communautés autochtones (l'Assemblée des Premières Nations, le Conseil national des Autochtones du Canada, l'Inuit Tapiriit Kanatami et le Ralliement national des Métis). En effet, à la différence des négociations de l'Accord du lac Meech, les négociations menant à ce qui deviendra l'Accord de Charlottetown se distinguent par l'inclusion de représentants des Autochtones.
Une déclaration d'Ovide Mercredi en particulier sème l'émoi au Québec. Lors d'une séance de la commission parlementaire chargée d'étudier l'impact de la souveraineté du Québec, le 11 février 1992, le du chef des Premières Nations affirme que « les Québécois ne forment pas un peuple et ne peuvent, par conséquent, prétendre au droit à l'autodétermination [et] même que l'idée d'un référendum sur l'avenir du Québec était teintée de racisme ».
Tandis que Robert Bourassa réitère ses convictions fédéralistes dans plusieurs discours, le 26 mars, Brian Mulroney annonce qu'en cas d'échec des négociations multilatérales, il fera adopter une proposition de réforme par le Parlement et la soumettra à tous les Canadiens par voie de référendum.

#### «Entente historique»
Le 7 juillet, une « entente historique » est conclue entre les provinces anglophones, les Autochtones et Joe Clark. En somme, le Québec reçoit « tous les éléments de Meech »; l'Ouest un « Sénat égal » et les Autochtones « le droit inhérent à l'autodétermination ». Cette entente forme la base ce qui deviendra l'Accord de Charlottetown.
Au Québec, les jeunes libéraux se réunissent en congrès les 15 et 16 août. Ils refusent toute entente qui serait fondée sur l'accord du 7 juillet et réclament la tenue d'un référendum sur la souveraineté. Quelques jours plus tard, tous les premiers ministres (y compris Robert Bourassa) se rencontrent avec les chefs autochtones et concluent un accord intérimaire. Du 26 au 28 août, les premiers ministres des provinces et Brian Mulroney se réunissent à Charlottetown à l'Île-du-Prince-Édouard afin de finaliser leur accord constitutionnel.
Le 29 août, 3 500 militants libéraux se réunissent en congrès à Québec afin de voter l'entente constitutionnelle conclue par Bourassa. Au terme d'un affrontement entre Jean Allaire et Robert Bourassa, cet accord est adopté par 95 % des militants présents, y compris le Conseil des ministres, le caucus et la majorité de l'exécutif du Parti libéral,. Son adoption provoque le départ de nationalistes comme Jean Allaire et Mario Dumont, président des jeunes libéraux. Tenant à ce que Bourassa tienne parole, ceux-ci créent le Réseau des libéraux pour le Non en vue du référendum.
Malgré l'opposition d'une majorité de Québécois à cet accord constitutionnel, Robert Bourassa choisit d'amender la loi 150 afin que le référendum porte sur les réformes proposées par le fédéral plutôt que sur la souveraineté,. Cet accord prend alors le nom de la ville où se sont conclues les négociations : l'Accord de Charlottetown. La date du référendum est fixée au 26 octobre 1992.

## Accord
Contrairement à l'Accord du lac Meech servant à répondre aux demandes formulées par le Québec pour réintégrer la Constitution canadienne, l'Accord de Charlottetown vise à offrir non seulement au Québec mais à toutes les provinces de nouveaux pouvoirs dans différents domaines.
D'abord, l'Accord reconnaît au Québec le statut de société distincte. Il reconnaît aussi aux Autochtones le droit de protéger et de promouvoir leurs langues et leurs cultures. Il reconnaît également l'égalité des communautés anglophones et francophones du Nouveau-Brunswick, en leur accordant le droit de protéger et de promouvoir cette égalité.
Ensuite, l'Accord propose de transformer les institutions fédérales. La Chambre des communes verrait son nombre de députés augmenté et le Québec recevrait la garantie de ne jamais avoir moins de 25 % des membres de la députation de la Chambre, peu importe le poids de sa population dans le Canada. Le Sénat serait modifié afin de devenir une chambre « élue, égale et efficace » (ou « Sénat triple E »). Chaque province aurait le même nombre de sénateurs et ceux-ci seraient désormais élus par la population ou par les législatures provinciales. Des sénateurs autochtones seraient aussi ajoutés à ce nombre. Les lois touchant aux questions linguistiques ou culturelles seraient désormais soumises à un vote exigeant la double majorité (francophone et anglophone, ou autochtone et non-autochtone).
L'Accord donne également de nouveaux pouvoirs aux provinces. Il leur reconnaît la compétence exclusive en matière de mines, de forêts, de formation de la main-d'œuvre, de tourisme, de logement, de loisirs, d'affaires municipales et de culture sur leur propre territoire. Bien que le gouvernement fédéral conserverait le contrôle sur certaines institutions (telles que la Société Radio-Canada et l'Office national du film), sur les questions d'immigration, de développement régional et de télécommunications, l'Accord obligerait le gouvernement fédéral à négocier une entente avec les provinces en faisant la demande.
L'Accord comprend également une part important touchant aux droits des Autochtones. Ceux-ci se voient officiellement reconnaître le droit de constituer un nouvel ordre de gouvernement (devenant ainsi le troisième ordre, avec le fédéral et les provinces). Toutefois, l'établissement de cet ordre se ferait dans le cadre d'un autre accord, négocié plus tard. Finalement, l'Accord modifiait également les conditions auxquelles les territoires pourraient accéder au rang de province, si elles venaient à en exprimer le désir.

### Appui
Au départ, l'Accord est appuyé par les progressistes-conservateurs, les libéraux et les néodémocrates. Les premiers ministres des provinces l'appuient également, ainsi que les représentants des Premières Nations, des gens d'affaires et quelques regroupements féministes. Dans les médias anglophones, l'Accord est également appuyé par une majorité d'éditorialistes, mettant l'accent sur la fin prochaine des débats constitutionnels et la fin des craintes par rapport à l'indépendance du Québec.

### Opposition
Dans le Canada anglais, au départ, l'Accord est rejeté principalement par le Parti réformiste. Le chef Preston Manning s'opposait notamment à la reconnaissance du Québec en tant que société distincte, ainsi qu'à la réforme du Sénat.
Au Québec, l'Accord est massivement rejeté par les souverainistes du Parti québécois et du Bloc québécois. Il est également rejeté par une minorité de nationalistes au sein du Parti libéral de Robert Bourassa qui choisissent de quitter le parti pour faire campagne aux côtés des nationalistes, dans la coalition du Non. Ceux-ci s'opposaient à l'Accord, le jugeant insuffisant pour réparer l'échec de Meech et garantir l'épanouissement du Québec dans une fédération renouvelée.
Un autre opposant important à souligner est Pierre Elliott Trudeau. Comme durant les débats sur l'Accord du lac Meech cinq ans auparavant, l'intervention du père de la Charte canadienne des droits et libertés viendrait influencer les perceptions sur l'Accord de Charlottetown.

## Campagne
Pour faire adopter l'Accord de Charlottetown, le gouvernement Mulroney décide de ne pas procéder comme avec Meech (qui avait été conclu à huis clos) mais de le soumettre par voie de référendum à la population canadienne. La campagne référendaire s'ouvre le 28 août 1992. Bien que l'Accord soit présenté favorablement au départ par les principaux observateurs et acteurs politiques du Canada anglais, les avis au sein de la population québécoise et canadienne-anglaise sont mitigés.
Et alors que la campagne avançait, l'Accord devenait continuellement de moins en moins populaire,,,,. Trop souvent, l'électorat trouvait une partie de l'accord avec lequel il tombait en désaccord. Et cela, sans compter l'extrême impopularité de Brian Mulroney en 1992 et l'antipathie générale de la population envers les débats constitutionnels. Plusieurs critiques, particulièrement ceux de l'ouest, ont affirmé que l'Accord était essentiellement créé par les élites politiques pour codifier ce que le Canada « devrait » être. Le diffuseur Rafe Mair a gagné une reconnaissance et notoriété nationales en déclarant que l'Accord représentait une tentative d'emprisonner le pouvoir du Canada au Québec et en Ontario aux dépens des autres provinces comme l'Alberta et la Colombie-Britannique qui défiaient déjà son autorité. Les défenseurs de cette opinion ont fait campagne en utilisant l'antipathie du peuple envers les intérêts des élites du Canada.

### Soutiens de la presse
| Titre              | Soutien | Soutien |
| ------------------ | ------- | ------- |
| Le Devoir          |         | Non     |
| La Presse          |         | Oui     |
| The Globe and Mail |         | Oui     |
| The Gazette        |         | Oui     |

### Sondages

#### À l'échelle nationale
| Sondeur         | Dernier jour du sondage | Oui  | Non  | NSP |
| --------------- | ----------------------- | ---- | ---- | --- |
| Résultats       | 26 octobre              | 45,7 | 54,3 | —   |
| Optima          | 27 septembre            | 38   | 25   | 37  |
| Gallup          | 14 septembre            | 42   | 26   | 29  |
| Insights Canada | 16 août                 | 67   | 20   | 13  |

#### Par province
| Sondeur     | Dernier jour du sondage | Québec | Québec | Québec | Ontario | Ontario | Ontario | Alberta | Alberta | Alberta | Colombie-Britannique | Colombie-Britannique | Colombie-Britannique |
| Sondeur     | Dernier jour du sondage | Oui    | Non    | NSP    | Oui     | Non     | NSP     | Oui     | Non     | NSP     | Oui                  | Non                  | NSP                  |
| ----------- | ----------------------- | ------ | ------ | ------ | ------- | ------- | ------- | ------- | ------- | ------- | -------------------- | -------------------- | -------------------- |
| Angus Reid  | 24 octobre              | 32     | 52     | 16     | NC      | NC      | NC      | NC      | NC      | NC      | 30                   | 61                   | 9                    |
| CROP        | 22 octobre              | 31     | 52     | 17     | NC      | NC      | NC      | NC      | NC      | NC      | NC                   | NC                   | NC                   |
| SOM         | 20 octobre              | 28     | 46     | 26     | NC      | NC      | NC      | NC      | NC      | NC      | NC                   | NC                   | NC                   |
| Gallup      | 19 octobre              | 30     | 58     | 12     | 45      | 45      | 10      | NC      | NC      | NC      | 37                   | 58                   | 5                    |
| Environics  | 15 octobre              | 29     | 44     | 27     | 38      | 36      | 26      | 29      | 42      | 29      | NC                   | NC                   | NC                   |
| CROP        | 3 octobre               | 34     | 53     | 13     | NC      | NC      | NC      | NC      | NC      | NC      | NC                   | NC                   | NC                   |
| Environics, | 29 septembre            | 32     | 46     | 22     | 41      | 31      | 28      | NC      | NC      | NC      | 30                   | 53                   | 17                   |
| CROP        | 26 septembre            | 37     | 49     | 14     | NC      | NC      | NC      | NC      | NC      | NC      | NC                   | NC                   | NC                   |
| Angus Reid  | 24 septembre            | 38     | 45     | 17     | NC      | NC      | NC      | 34      | 50      | 16      | 34                   | 50                   | 16                   |
| CROP        | 19 septembre            | 38     | 46     | 16     | NC      | NC      | NC      | NC      | NC      | NC      | NC                   | NC                   | NC                   |
| SOM         | 6 septembre             | 34     | 39     | 27     | NC      | NC      | NC      | NC      | NC      | NC      | NC                   | NC                   | NC                   |
| Environics, | 1er septembre           | 43     | 39     | 18     | 57      | 17      | 26      | NC      | NC      | NC      | 46                   | 25                   | 29                   |
| CROP        | 28 août                 | 37     | 41     | 22     | NC      | NC      | NC      | NC      | NC      | NC      | NC                   | NC                   | NC                   |

### Perceptions

#### Au Québec
Au Québec, la grande majorité des textes écrits dans les médias imprimés concernait les événements et les acteurs de l’Accord de Charlottetown, contre un faible pourcentage qui s’intéressait à l’explication du référendum, son fonctionnement et ses conséquences possibles. Les sondages aussi méritaient une place de choix dans les médias imprimés, et étaient régulièrement commentés et analysés. Les textes journalistiques se concentraient pour la grande majorité sur le camp du Oui, sans toutefois le présenter sous un angle positif. En effet, malgré un traitement médiatique quatre fois plus important que le camp du Non, le camp du Oui était principalement victime de critique de la part des médias. Le camp du Oui était représenté dans les médias par le Premier ministre sortant en 1992, Robert Bourassa, alors que le chef du parti d’opposition, Jacques Parizeau, portait le flambeau pour le camp du Non.
Une différence majeure entre le traitement médiatique de l’Accord de Charlottetown au Québec et le reste du Canada est la langue utilisée pour transmettre l’information à la population. Alors qu’au Québec, les acteurs politiques comme Robert Bourassa et Jacques Parizeau savaient s’exprimer en français et en anglais, ce n’était pas le cas pour la majorité des acteurs politiques du reste du Canada. Cette réalité a donc forcé Radio-Canada à traduire régulièrement l’information anglophone pour les auditeurs lors des heures de grandes écoutes. Parmi les 216 histoires concernant l’Accord de Charlottetown qui furent transmises à la télévision pendant la période de campagne, 143 d’entre elles étaient traduites d’une manière ou d’une autre. Selon Kyle Conway, cela représente un problème pour la transmission sans embûche de l’information.
À la fin de septembre 1992, une conversation enregistrée entre deux fonctionnaires membres de la délégation québécoise lors de la rencontre entre Robert Bourassa et les autres premiers ministres est interceptée. Les deux fonctionnaires, Diane Wilhelmy et André Tremblay, accusent le premier ministre du Québec d'avoir cédé face à Mulroney et à ses homologues. Malgré les tentatives d'empêcher la publication de la transcription de la conversation, celle-ci est relayée dans les médias et provoque aussitôt un scandale. L'« affaire Wilhelmy-Tremblay » consolide l'opposition à l'Accord de Charlottetown au Québec,.

#### Au Canada anglais
Au mois de septembre 1992, Pierre Elliott Trudeau intervient pour la première fois lors de cette campagne en prenant position contre l’Accord de Charlottetown dans un article du magazine Maclean's. Selon lui, la société distincte donnerait aux Québécois des pouvoirs accrus par rapport aux autres Canadiens et nuirait à la protection des droits individuels, particulièrement ceux des femmes et des communautés autochtones. Rapidement, son opinion est reprise et commentée dans plusieurs journaux. Dans le Calgary Herald, le chef du Parti réformiste Preston Manning appuie publiquement la position de l’ancien premier ministre. Le soutien médiatique de Manning à Trudeau vient donner une légitimité supplémentaire aux arguments du camp du Non. Cette théorie est relayée et appuyée par la majorité des médias écrits anglophones au lendemain de l’allocution. Abondant dans le sens de Trudeau, la journaliste Michele Landsberg écrit dans le Toronto Star que l’Accord de Charlottetown représente la plus grande crise touchant aux libertés civiles au Canada depuis l’internement des personnes canadiennes d’origine japonaise pendant la Deuxième Guerre mondiale.
Le camp du Oui étant soutenu jusque-là par les principaux partis politiques et par la majorité de la population, à la suite du discours de Trudeau, le camp du Non se retrouvait désormais avec une figure de proue dans le Canada anglais.
À la suite du discours de Trudeau, les arguments du camp du Non se voient relayés dans les médias par plusieurs personnalités hors Québec. Les appuis à l’Accord de Charlottetown commencent alors à faiblir. Si les intentions de vote positif s’élevaient à 60 % en date du 1er octobre 1992, une semaine plus tard, ils avaient chuté à 40 %. L'avance du Non se maintiendra dès lors jusqu'à la fin de la campagne référendaire.

## Résultats
L'Accord ne devait pas seulement être approuvé par une majorité de citoyens, mais aussi par la majorité des électeurs de chaque province. Si une seule province n'obtenait pas une majorité de « 50 % + 1 vote », l'accord ne serait pas adopté.
La question du référendum du 26 octobre 1992 était :

« Acceptez-vous que la Constitution du Canada soit renouvelée sur la base de l'entente conclue le 28 août 1992 ? »

|        |  |
| 39,8 % |  |
|        |  |

|        |  |
| 60,2 % |  |
|        |  |

|        |  |
| 72,6 % |  |
|        |  |

|        |  |
| 31,7 % |  |
|        |  |

|        |  |
| 68,3 % |  |
|        |  |

|        |  |
| 76,7 % |  |
|        |  |

|        |  |
| 73,9 % |  |
|        |  |

|        |  |
| 26,1 % |  |
|        |  |

|        |  |
| 70,5 % |  |
|        |  |

|        |  |
| 38,4 % |  |
|        |  |

|        |  |
| 61,6 % |  |
|        |  |

|        |  |
| 70,6 % |  |
|        |  |

|        |  |
| 61,8 % |  |
|        |  |

|        |  |
| 38,2 % |  |
|        |  |

|        |  |
| 72,2 % |  |
|        |  |

|        |  |
| 48,8 % |  |
|        |  |

|        |  |
| 51,2 % |  |
|        |  |

|        |  |
| 67,8 % |  |
|        |  |

|        |  |
| 50,1 % |  |
|        |  |

|        |  |
| 49,9 % |  |
|        |  |

|        |  |
| 71,9 % |  |
|        |  |

|        |  |
| 43,3 % |  |
|        |  |

|        |  |
| 56,7 % |  |
|        |  |

|        |  |
| 82,8 % |  |
|        |  |

|        |  |
| 44,7 % |  |
|        |  |

|        |  |
| 55,3 % |  |
|        |  |

|        |  |
| 68,7 % |  |
|        |  |

|        |  |
| 63,2 % |  |
|        |  |

|        |  |
| 36,8 % |  |
|        |  |

|        |  |
| 53,3 % |  |
|        |  |

|        |  |
| 61,3 % |  |
|        |  |

|        |  |
| 38,7 % |  |
|        |  |

|        |  |
| 70,4 % |  |
|        |  |

|        |  |
| 43,7 % |  |
|        |  |

|        |  |
| 56,3 % |  |
|        |  |

|        |  |
| 70,0 % |  |
|        |  |

|        |  |
| 45,7 % |  |
|        |  |

|        |  |
| 54,3 % |  |
|        |  |

|        |  |
| 71,8 % |  |
|        |  |

Les provinces ayant voté pour le Parti progressiste-conservateur en majorité simple ou absolue lors de la campagne de 1988 (Québec, Alberta et Manitoba) votèrent Non. Les provinces (ou territoires) ayant voté pour le parti libéral en majorité simple ou absolue en 1988 (Ontario, Terre-Neuve, Nouveau-Brunswick, Nouvelle-Écosse, Île-du-Prince-Édouard et Territoires du Nord-Ouest), votèrent Oui (à l'exception de la Nouvelle-Écosse qui vota Non avec une faible marge). Finalement, les provinces (territoires) ayant voté pour le parti néo-démocrate en majorité simple ou absolue en 1988 (Yukon, Colombie-Britannique et Saskatchewan), votèrent Non. Les principaux partis étaient donc contredits par les électeurs formant leur propre base électorale : les Conservateurs appuyant le Oui, mais étant désavoués dans les provinces ayant voté pour eux 4 ans auparavant, les libéraux (dont Pierre Elliott Trudeau) appuyant le Non, mais étant désavoués par les provinces ayant voté libéral en 1988, incluant les circonscriptions anglophones de l'ouest de l'île de Montréal, dont l'ancienne circonscription de P. E. Trudeau : Mont-Royal avec plus de 82 % pour le Oui.

## Conséquences
Le rejet de l'Accord de Charlottetown marque la dernière tentative de réforme de la Constitution canadienne à l'échelle de la fédération.

### Élections fédérales de 1993
À la suite de ce deuxième échec, le leadership de Brian Mulroney se retrouve contesté plus que jamais chez les conservateurs. Tentant de sauver la situation de son parti, il cède sa place à la tête du gouvernement à la ministre Kim Campbell. Aux élections du 25 octobre 1993, à peine un an après le référendum de Charlottetown, le Parti progressiste-conservateur subit une défaite écrasante aux mains du Parti libéral dirigé par Jean Chrétien. Dans la déroute conservatrice, le Bloc québécois nouvellement créé forme alors l'Opposition officielle à Ottawa en remportant 54 sièges sur 75 au Québec.

### Élections québécoises de 1994
Au Québec, en 1994, Robert Bourassa quitte la direction du Parti libéral et cède sa place à Daniel Johnson (fils). Aux élections de l'automne, il perd le pouvoir aux mains du Parti québécois dirigé par Jacques Parizeau. Celui-ci annonce la tenue d'un nouveau référendum sur la souveraineté du Québec, au cours de son premier mandat. Ces élections marquent aussi l'arrivée de Mario Dumont à l'Assemblée nationale et de la fondation de son parti, l'Action démocratique du Québec.